# Лотар (болото)
Лотар (Лотары) — болото в России, на северо-востоке Первомайского района Томской области, на правобережье реки Улуюл, правого притока Чулыма. Болотная система Лотар расположена на водоразделе двух правых притоков Оби — рек Улуюл и Кеть. Протяжённость системы с запада на восток составляет почти 50 км при ширине 8—15 км. Здесь находятся истоки рек Большая Утка, Верхняя и Средняя Олёнка, Чуйка. Болотная система включает до десятка крупных озёр свыше 1 км в диаметре и сотни более мелких. В системе болот Лотар находится озеро Щучье, одно из крупнейших в районе. Все озёра, кроме самого крупного озера Щучьего, являются вторичными, возникшими в процессе развития болота и входят в состав грядово-мочажинно-озерковых и грядово-озёрно-топяных олиготрофных и олиготрофно-мезотрофных комплексов. По площади болота рассеяны отдельные песчаные гривы и минеральные острова, покрытые сосновыми лесами, которые служат убежищами для боровой дичи, соболя, лося, медведя. Акватории болотных озёр служат ценными кормовыми угодьями для перелётных птиц.